# 517 Edith
Az 517 Edith egy a Naprendszer kisbolygói közül, amit Raymond Smith Dugan fedezett fel 1903. szeptember 22-én.